# 토지
토지(土地)는 부동산의 전형으로, 일정한 지면(地面)의 상하를 포함하는 것이다. 여러 분류는 택지, 부지, 후보지, 이행지, 필지, 획지, 나지, 건부지, 공지, 맹지(미개발지 중 도로에서 멀리 떨어진 땅), 법지, 빈지, 포락지, 휴한지, 선하지 등이 있다.

## 유형
- 부지(敷地): 도로 · 하천 · 건축물 등 일정한 용도에 제공되고 있는 바닥 토지이다. 하천부지, 도로부지, 건부지 등 일정한 목적에 이용되는 바닥 토지는 모두 부지에 해당한다.
- 택지(宅地): 주거용, 상업용, 공업용 건축물의 부지로 이용하고 있거나 부수건물의 건축용지로 이용할 수 있는 토지를 의미한다.
- 나지(裸地):
- 건부지(建附地):
- 필지(筆地):
- 획지(劃地):
- 법지(法地):
- 빈지(濱地):
- 휴한지(休閑地):
- 유휴지(遊休地):
- 공한지(空閑地):
- 맹지(盲地):
- 포락지(浦落地):
- 선하지(線下地):
- 소지(素地):
- 공지(空地):
- 대지(垈地):
- 대지(袋地):

## 민법
토지는 부동산의 전형(典型)이며 정당한 이익이 있는 범위 내에서는 일정한 지면(地面)의 상하(上下：즉 空中과 地下)를 포함하는 것이다(212조). 따라서 토지의 구성물(岩石·土砂·地下水 등)은 토지와는 별개의 독립한 물건은 아니며, 토지의 소유권은 당연히 그 구성물에도 미친다. 또 미채굴(未採掘)의 광물도 본래는 토지의 구성부분인데 광업법 2조는 국가경제상의 관점에서 일정한 종류의 미채굴의 광물을 토지소유권으로부터 분리하여 그 채취·취득하는 권능을 국가의 수중에 유보하였다. 그러므로 광업법의 적용을 받는 광물은 토지소유권의 내용에 포함되지 않는다. 토지는 자연적으로는 구분되지 않고 연속(連續)하고 있으나 인위적으로 그 지표에 선을 그어서 경계를 삼고 구분하여 토지대장(土地臺帳)에 등록한다(지적 1조, 4조). 등록된 각 구역은 독립성이 인정되며, 지번(地番)으로 표시되고 그 개수(個數)는 필(筆)로써 계산한다. 1필의 토지를 여러 필로 분할하거나 또는 여러 필의 토지를 1필로 합병(合倂)하려면 분필(分筆) 또는 합필(合筆)의 절차를 밟아야 한다(지적 15조 이하, 부등 93조 이하 참조). 물권변동에 관하여 독법주의(獨法主義：形武主義)를 취하고 있는 우리나라 민법에서는 분필절차를 밟기 전에는 토지의 일부를 양도하거나 제한물권을 설정하거나 또는 시효취득하지 못한다고 하는 것이 통설이다. 등기를 하여야만 물권변동이 생기고 토지의 일부에 대한 등기를 인정하지 않기 때문이다(186조, 187조, 245조 2항 참조). 그러나 전세권(傳貰權)에서는 분필절차를 밟지 않아도 1 필의 토지의 일부 위에 설정할 수 있는 예외가 인정되고 있다(부등 139조 2항 참조).